# ألفونس يومبي
أياكان ألفونس يومبي (ولد في 30 يونيو 1969) لاعب كرة قدم كاميروني سابق. كان عضو في منتخب الكاميرون الوطني في كأس العالم عام 1990 الذي أقيم في إيطاليا. كان لاعب محترف في النوادي الكاميرونية مثل كانون ياوندي و Olympic Mvolye ، وفي النوادي الاوروبية مثل النادي الدينماركي فايله والنادي اليوناني ايراكليس سالونيك.